# FIPS 140
La sèrie 140 d' estàndards federals de processament d'informació (FIPS) són estàndards de seguretat informàtica del govern dels Estats Units que especifiquen els requisits per als mòduls criptogràfics.
A partir del 2020, les normes FIPS 140-2 i FIPS 140-3 s'accepten com a actuals i actives.[1] La FIPS 140-3 es va aprovar el 22 de març de 2019 com a successora de la FIPS 140-2 i va entrar en vigor el 22 de setembre de 2019. Les proves de la FIPS 140-3 van començar el 22 de setembre de 2020 i s'han emès un petit nombre de certificats de validació. Les proves de la FIPS 140-2 encara estan disponibles fins al 21 de setembre de 2021 (posteriorment es va canviar per a les sol·licituds ja en curs fins a l'1 d'abril de 2022), creant un període de transició superposat d'un any. Els informes de prova de la FIPS 140-2 que romanen a la cua CMVP encara rebran validacions després d'aquesta data, però totes les validacions de la FIPS 140-2 es traslladaran a la llista històrica el 21 de setembre de 2026, independentment de la seva data de validació final real.

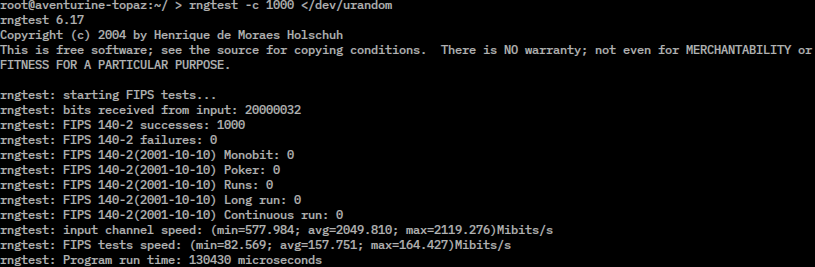
Captura de pantalla de rngtest que mostra el resultat de la prova FIPS-140-2 de /dev/urandom (a Linux, /dev/urandom i /dev/random es comporten igual des de la versió 5.6 del nucli)

## Propòsit de FIPS 140
L'Institut Nacional d'Estàndards i Tecnologia (NIST) publica la Sèrie de Publicacions 140 per coordinar els requisits i estàndards per als mòduls criptogràfics que inclouen components de maquinari i programari per al seu ús per part dels departaments i agències del govern federal dels Estats Units. FIPS 140 no pretén proporcionar condicions suficients per garantir que un mòdul que s'ajusti als seus requisits sigui segur, i encara menys que un sistema construït amb aquests mòduls sigui segur. Els requisits cobreixen no només els mòduls criptogràfics en si, sinó també la seva documentació i (al nivell de seguretat més alt) alguns aspectes dels comentaris continguts al codi font.
Les agències usuàries que vulguin implementar mòduls criptogràfics han de confirmar que el mòdul que utilitzen està cobert per un certificat de validació existent. Els certificats de validació FIPS 140-1 i FIPS 140-2 especifiquen el nom exacte del mòdul, el maquinari, el programari, el firmware i/o els números de versió de l'applet. Per als nivells 2 i superiors, també s'enumera la plataforma operativa sobre la qual és aplicable la validació. Els proveïdors no sempre mantenen les seves validacions de referència.
El Programa de Validació de Mòduls Criptogràfics (CMVP) està gestionat conjuntament per la Divisió de Seguretat Informàtica de l'Institut Nacional d'Estàndards i Tecnologia (NIST) del govern dels Estats Units i l'Establiment de Seguretat de les Comunicacions (CSE) del govern del Canadà. El govern dels Estats Units exigeix l'ús de mòduls criptogràfics validats per a tots els usos no classificats de la criptografia. El Govern del Canadà també recomana l'ús de mòduls criptogràfics validats per FIPS 140 en aplicacions no classificades dels seus departaments.

## Nivells de seguretat
La norma FIPS 140-2 defineix quatre nivells de seguretat, anomenats simplement del "Nivell 1" al "Nivell 4". No especifica en detall quin nivell de seguretat requereix cada aplicació en particular.
- FIPS 140-2 Nivell 1, el més baix, imposa requisits molt limitats; en termes generals, tots els components han de ser de "qualitat de producció" i hi ha d'haver diversos tipus d'inseguretat greus.
- El nivell 2 de la norma FIPS 140-2 afegeix requisits per a la prova de manipulació física i l'autenticació basada en rols.
- El nivell 3 de la norma FIPS 140-2 afegeix requisits de resistència física a les manipulacions (que dificulta que els atacants accedeixin a la informació sensible continguda al mòdul) i autenticació basada en la identitat, i una separació física o lògica entre les interfícies per les quals els "paràmetres crítics de seguretat" entren i surten del mòdul i les seves altres interfícies.
- El FIPS 140-2 Nivell 4 fa que els requisits de seguretat física siguin més estrictes i requereix robustesa contra atacs ambientals.

A més dels nivells especificats, la secció 4.1.1 de l'especificació descriu atacs addicionals que poden requerir mitigació, com ara l'anàlisi de potència diferencial. Si un producte conté contramesures contra aquests atacs, s'han de documentar i provar, però no calen proteccions per assolir un nivell determinat. Per tant, una crítica a la norma FIPS 140-2 és que l'estàndard dóna una falsa sensació de seguretat als nivells 2 i superiors, ja que l'estàndard implica que els mòduls seran a prova de manipulacions i/o resistents a les manipulacions, tot i que es permet que els mòduls tinguin vulnerabilitats de canal lateral que permeten una simple extracció de claus.

## Àmbit dels requisits
La FIPS 140 imposa requisits en onze àrees diferents
- Especificació del mòdul criptogràfic (què cal documentar)
- Ports i interfícies de mòduls criptogràfics (quina informació entra i surt i com s'ha de segregar)
- Rols, serveis i autenticació (qui pot fer què amb el mòdul i com es comprova això)
- Model d'estat finit (documentació dels estats d'alt nivell en què pot estar el mòdul i com es produeixen les transicions)
- Seguretat física (evidència i resistència a manipulacions, i robustesa contra condicions ambientals extremes)
- Entorn operatiu (quin tipus de sistema operatiu utilitza el mòdul i l'utilitza)
- Gestió de claus criptogràfiques (generació, entrada, sortida, emmagatzematge i destrucció de claus)
- EMI/CEM
- Autoproves (què s'ha de comprovar i quan, i què s'ha de fer si una prova falla)
- Garantia del disseny (quina documentació s'ha de proporcionar per demostrar que el mòdul ha estat ben dissenyat i implementat)
- Mitigació d'altres atacs (si un mòdul està dissenyat per mitigar, per exemple, atacs TEMPEST, la seva documentació ha d'indicar com)

## Breu història
La norma FIPS 140-1, publicada l'11 de gener de 1994 i retirada el 25 de maig de 2002, va ser desenvolupada per un grup de treball governamental i industrial, format per venedors i usuaris d'equips criptogràfics. El grup va identificar els quatre "nivells de seguretat" i les onze "àrees de requisits" enumerades anteriorment, i va especificar els requisits per a cada àrea a cada nivell.
La norma FIPS 140-2, publicada el 25 de maig de 2001, té en compte els canvis en la tecnologia disponible i els estàndards oficials des del 1994, així com els comentaris rebuts de les comunitats de proveïdors, provadors i usuaris. Va ser el principal document d'entrada a la norma internacional ISO / IEC 19790 :2006 , Requisits de seguretat per a mòduls criptogràfics, publicada l'1 de març de 2006. El NIST va publicar la Publicació Especial 800-29 que descriu els canvis significatius de la FIPS 140-1 a la FIPS 140-2.
La norma FIPS 140-3, publicada el 22 de març de 2019 i anunciada el maig de 2019, es troba actualment en període de transició superposat per substituir la FIPS 140-2 i alinea les directrius del NIST al voltant de dos documents de normes internacionals: ISO / IEC 19790:2012(E) Tecnologia de la informació — Tècniques de seguretat — Requisits de seguretat per a mòduls criptogràfics i ISO / IEC 24759:2017(E) Tecnologia de la informació — Tècniques de seguretat — Requisits de prova per a mòduls criptogràfics. En el primer esborrany de l'estàndard FIPS 140-3, el NIST va introduir una nova secció de seguretat de programari, un nivell addicional d'assegurança (Nivell 5) i nous requisits d'Anàlisi Simple de Potència (SPA) i Anàlisi Diferencial de Potència (DPA). L'esborrany publicat l'11 de setembre de 2009, però, va tornar a quatre nivells de seguretat i limita els nivells de seguretat del programari als nivells 1 i 2.